# Jatinegara (Dżakarta Wschodnia)
Jatinegara – dzielnica oraz centrum administracyjne Dżakarty Wschodniej. W dzielnicy znajduje się między innymi Chinatown oraz jeden z największych dworców kolejowych indonezyjskiej stolicy (Stasiun Jatinegara). 

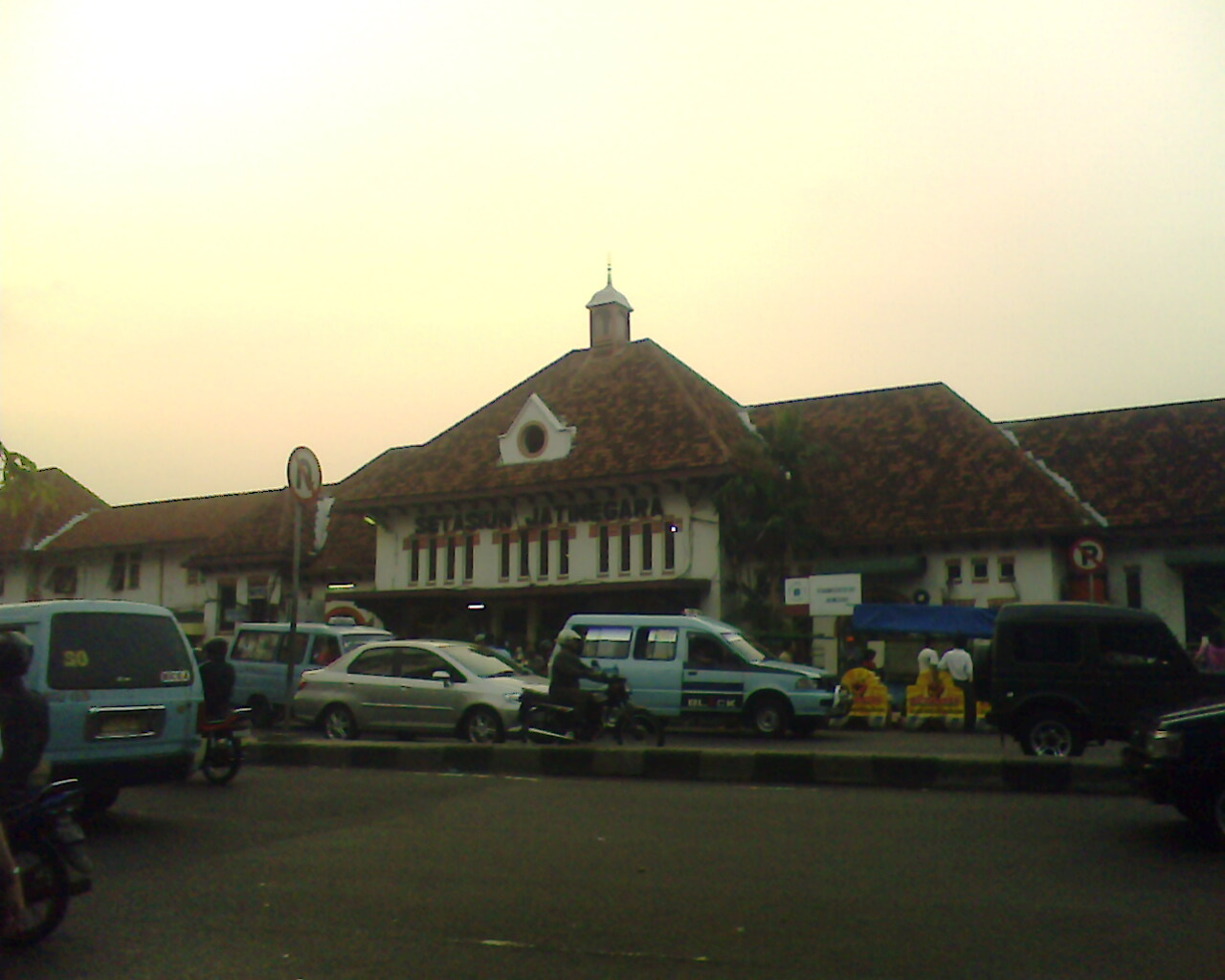
Stacja kolejowa w Jatinegara

## Podział
W skład dzielnicy wchodzi osiem gmin (kelurahan):
- Bali Mester – kod pocztowy 13310
- Kampung Melayu – kod pocztowy 13320
- Bidaracina – kod pocztowy 13330
- Cipinang Cempedak – kod pocztowy 13340
- Rawa Bunga – kod pocztowy 13350
- Cipinang Besar Utara – kod pocztowy 13410
- Cipinang Besar Selatan – kod pocztowy 13410
- Cipinang Muara – kod pocztowy 13420